# Alastor (démon)
Pour les articles homonymes, voir Alastor.

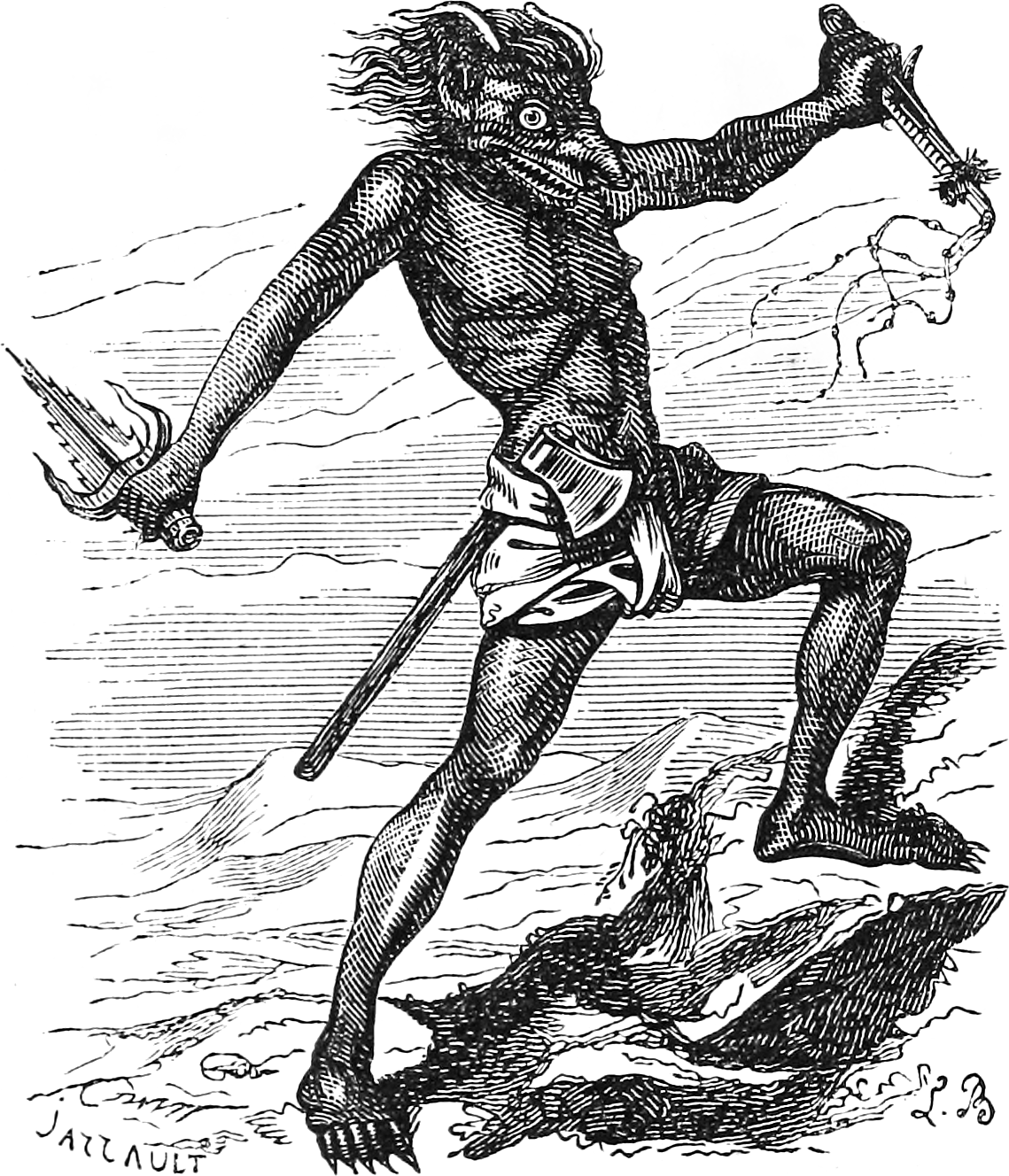
Une illustration pour l’article Alastor dans le Dictionnaire infernal par Collin de Plancy.

Alastor, Alaster ou Alastair est un démon dans la tradition des mythologies antiques.
Le Dictionnaire infernalle présente comme une divinité et un puissant héraut au service des enfers, arborant des oreilles et des cornes de cerf, parfois même des sabots, selon ses apparitions. Ses attributs de cervidés trompent souvent la croyance populaire, le confondant avec le Wendigo, créature du folklore d'Amérique du nord. Le terme est associé à Némésis, la déesse du châtiment divin personnalisant la désapprobation des dieux face à la présomption humaine.
Un poème de Percy Bysshe Shelley publié en 1816 fait référence à ce personnage mythologique dans le titre retenu : Alastor, or The Spirit of Solitude.
On peut aussi trouver le nom d'Alastor dans une série Amazon prime, Hazbin Hotel. Le personnage Alastor a des caractéristiques tirées de la mythologie antique comme les cornes de cerf.